# Билье (Хорватия)

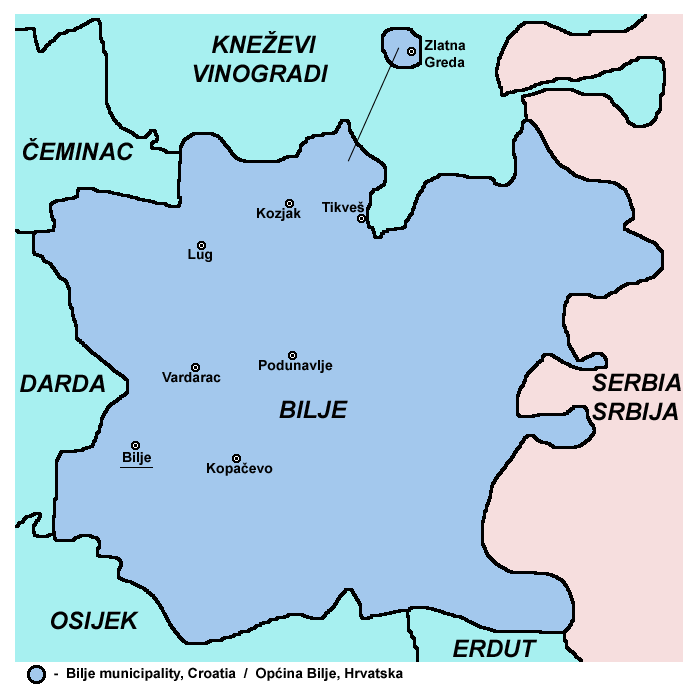
Карта общины Билье

Билье (хорв. Bilje; венг. Bellye) — община и населённый пункт в Хорватии.
Община Билье находится в восточной части Хорватии, на окраине природного парка Копачки Рит в Осиецко-Бараньской жупании. Община располагается в 8 км от города Осиек. Деревни Копачево (Kopács), Луг (Laskó) и Вардарац (Várdaróc) имеют значительное венгерское население, венгерский язык в этих общинах является вторым официальным.

## География
В состав общины входят следующие населённые пункты (данные о населении на 2011 год):
- Билье — 3613 чел.
- Копачево — 559 чел.
- Козяк — 60 чел.
- Луг — 764 чел.
- Подунавлье — 1 чел.
- Тиквеш — 10 чел.
- Вардарац — 630 чел.
- Златна-Греда — 5 чел.

## Демография
Население общины составляет 5642 человека по оценке 2011 года. Национальный состав выглядит следующим образом:
- 62,87 % хорваты
- 29,62 % венгры
- 3,83 % сербы
- 1,05 % немцы
- 0,71 % цыгане